# ヨハン・ラーション
ヨハン・ラーション（Johan Larsson、1990年5月5日 - ）は、スウェーデンのプロサッカー選手。ポジションはDF。IFエルフスボリ所属。元スウェーデン代表。

## 経歴
2010年3月15日、ハルムスタッズBK戦でプロデビュー。
2015年2月2日、デンマーク・スーペルリーガのブレンビーIFに4年契約で移籍した。
2018年12月23日、リーグ・アンのEAギャンガンにフリーで移籍した。
2019年8月27日、ブレンビーIFに6か月の契約で復帰。
2020年2月26日、IFエルフスボリに2年契約で復帰。